# Melanagromyza tripolii
Melanagromyza tripolii este o specie de muște din genul Melanagromyza, familia Agromyzidae, descrisă de Erich Martin Hering în anul 1957. Conform Catalogue of Life specia Melanagromyza tripolii nu are subspecii cunoscute.